# Csery Péter
Csery Péter (1778. július 11. – Buda, 1830. július 11.) jegyző, író, költő, a magyar királyi helytartótanács hiteles jegyzője.
Nyomtatásban megjelent munkái:
1. Elmélkedés azon kérdésről, melyek azok a tartós eszközök, melyek az embereket külső erő nélkül a jóra vezetik. Buda, 1811.
2. A köz-szorgalom esedezése a Magyar Ország nemeseihez. Schönfeld után ford. Uo. 1811. Online
3. Silvius és Valeria, vagy a Vesta szent tüzének eloltása a római templomban. Németből szabadon ford. Pest, 1811.
4. Antal, vagy egy szegény flautásnak a maga sorsával való megelégedése. Szabadon ford. Uo. 1811. (Czim-kiadás. Kolozsvár, 1833.)
5. Gróf Zrinyi Miklós, vagy Sziget várának ostromlása. Hadi nemzeti roman. Pest, 1817. Online
6. Auguszt és Károly, vagy a titkos házasságnak szerencsétlen gyermekei. A franczia felzendülés idejéből. Uo. 1818.
7. Verner, vagy a tengeri hajós csendes kunyhója. A szép lelkeknek magyar rajzolatja. Uo. 1819.
8. Albánó Zindi, vagy egy czigány herczegnek igen csudálatos és mégis természetes történetei. Buda, 1821. Online
9. Katinka, vagy a marienburgi szép leány. Pest, 1824.
10. Engelhard Márton, vagy egy ifjunak tengeri utazása, és egy magános szigetben történt viszontagságai. A XVII. századból. Kolozsvár, 1826. (A censurai engedély 1822. okt. 19. kelt.)

Béla futása, honi történeti rajzolat énekekkel című kétfelvonásos operáját, amelyet Kotzebue után dolgozott át (zenéje Ruzitska Józseftől) előadták Rozsnyón 1830. december 4-én, Budán 1833. augusztus 19-én, Nagyváradon 1835. június 25-én és Debrecenben 1836. január 30-án, kézirata megvan a Nemzeti Színház könyvtárában.